# Яцки
Я́цки (укр. Яцьки) — село, входит в Васильковский район Киевской области Украины.
Население по переписи 2001 года составляло 821 человек. Почтовый индекс — 08673. Телефонный код — 4571. Занимает площадь 6,187 км². Код КОАТУУ — 3221489001.

## Местный совет
08673, Київська обл., Васильківський р-н, с.Яцьки, вул.Свердлова,54

## История
В XIX веке село Яцки было в составе Василевской волости Васильковского уезда Киевской губернии. В селе была Николаевская церковь.